# التحديدية
التحديدية وتعرف باسم اسبيسيفيزمو هي واحد من الأشكال التنظيمية اللاسلطوية، وترتبط بمنظمات أميركا اللاتينية اللاسلطوية. التحديدية كانت نتيجة تجارب لاسلطوية في أميركا اللاتينية منذ منتصف القرن العشرين، التي بدأت مع الاتحلاد اللاسلطوي الأوراغواياني في العام 1956.

## أسباب تم ذكرها
تم التحدث عن ضرورة الحاجة لمنظمة لاسلطوية. مبادئ التحديدية هي:
- الحاجة لمنظمة لاسلطوية محددة تقوم على وحدة الأفكار والممارسة.
- استخدام المنظمة اللاسلطوية في وضع وتطوير الإستراتيجية في العمل السياسي والتنظيمي.
- الانخراط في الحركات الاجتماعية الشعبية والمستقلة وبنائها لغرض التحريض الاجتماعي.